# Osljanka
Die Osljanka (russisch Ослянка) ist ein Berg im Ural. Der 1119 Meter hohe Berg ist je nach Definition der Grenze zwischen dem Nördlichen und Mittleren Ural der höchste Berg des Mittleren Urals oder ein Berg des Nördlichen Urals.
Der Berg 50 Kilometer östlich der Stadt Kisel erstreckt sich von Nord nach Süd über etwa 16 Kilometer. Der Berg hat im Allgemeinen eine weit ausladende Form, örtlich gibt es aber auch steile und felsige Bereiche.

## Vegetation
Der Berg liegt zum Großteil oberhalb der Baumgrenze. Bis zu einer Höhe von 750 bis 800 Metern ist die Osljanka hauptsächlich mit Tannen- und Fichtenwald bedeckt. In höheren Lagen gedeihen noch Birken, Krummholz und Gewächse der Bergtundra.

## Namensherkunft
Was die Herkunft des Namens „Osljanka“ betrifft, gibt es zwei Theorien. Nach einer ersten könnte der Name vom angrenzenden Fluss Osljanka kommen, aus dem früher Schleifsteine gewonnen wurden, die mit einem alten russischen Wort als „osla“ (осла) bezeichnet werden. Nach der anderen Theorie stammt die Bezeichnung von der Form des Berges, die an einen Stamm erinnere und sich demnach von dem russischen Wort „osljad“ (ослядь) oder „osledina“ (оследина) herleiten könnte.